# Muros (Sardinien)
Muros ist eine italienische Gemeinde in der Metropolitanstadt Sassari auf Sardinien mit 814 Einwohnern (Stand 31. Dezember 2023).

## Lage und Daten
Muros liegt 14 Kilometer südöstlich von Sassari. Die Nachbargemeinden sind Cargeghe, Osilo, Ossi und die Provinzhauptstadt Sassari.
Die Siedlung Sa Turricula in der Gemarkung Funtana ’e Casu, ist von Bedeutung für die Phase B der Bonnanaro-Kultur.